# Liste der Ständigen Vertreter Portugals bei der OECD

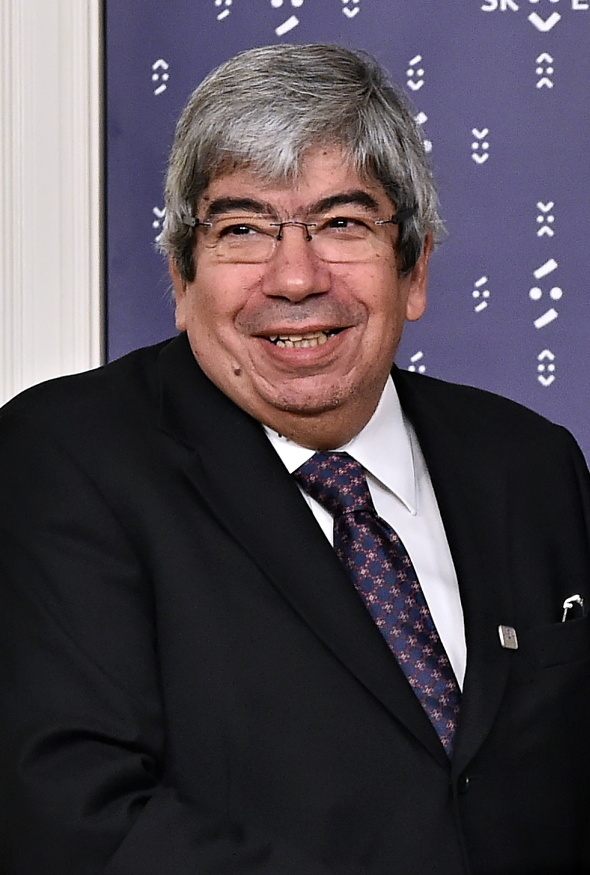
Eduardo Ferro Rodrigues, von 2005 bis 2011 Vertreter Portugals bei der OECD

Die Liste der portugiesischen Botschafter bei der OECD listet die Ständigen Vertreter der Republik Portugal bei der Organisation für wirtschaftliche Zusammenarbeit und Entwicklung (OECD) in Paris auf.
Portugal war 1961 Gründungsmitglied der OECD und entsandte bereits seit 1956 Vertreter zur Vorgängerorganisation OEEC (Organisation für europäische wirtschaftliche Zusammenarbeit, 1948–1961).
| Name                                      | Amtszeit                             |
| ----------------------------------------- | ------------------------------------ |
| José Tomás Cabral Calvet de Magalhães     | ab 10. Januar 1956                   |
| José Manuel de Magalhães Pessoa e Fragoso | ab 29. Juli 1964                     |
| João de Deus de Battaglia Ramos           | ab 1967                              |
| João Carlos Lopes Cardoso de Freitas Cruz | ab 15. Oktober 1970                  |
| João Rodrigues Simões Affra               | ab 25. September 1971                |
| Henrique Manuel Fusco Granadeiro          | ab 19. Februar 1979                  |
| Pedro Manuel Cruz Roseta                  | ab 19. Oktober 1981                  |
| Fernando Augusto dos Santos Martins       | ab 21. September 1988                |
| Jorge Alberto Nogueira de Lemos Godinho   | ab 11. Mai 1996                      |
| Ana Maria da Silva Marques Martinho       | 1. Februar 2001 – 27. September 2002 |
| Basílio Adolfo Mendonça Horta             | 6. Oktober 2002 – 2. November 2005   |
| Eduardo Luís Barreto Ferro Rodrigues      | 2. November 2005 – 19. April 2011    |
| Bernardo Fernandes Homem de Lucena        | seit 25. September 2017              |